# Horton Smith

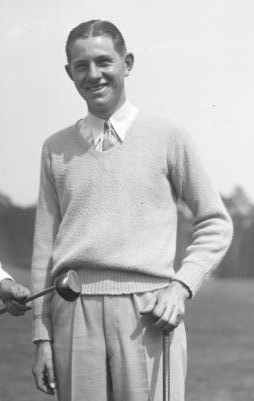
Horton Smith, 1929

Horton Smith, född 22 maj 1908 i Springfield, Missouri, död 15 oktober 1963, var en amerikansk golfspelare.
Smith blev professionell 1926 och vann sin första tävling, Oklahoma Open 1928. 1929 vann han åtta segrar. Detta var under en period då den professionella golfen blev större. PGA-touren grundades 1934 och Smith var en av de ledande spelarna under tourens tidiga historia då han bland annat toppade penningligan 1936. Han vann totalt 32 PGA-segrar, den sista 1941. Smiths två majorsegrar kom båda i The Masters Tournament. Den första Masterstävlingen hölls 1934 och Smith var den förste segraren. Hans andra seger kom 1936.
Han spelade i det amerikanska Ryder Cup-laget fem gånger.
Byron Nelson ansåg att Smith var den bäste chipparen och puttaren på den tiden. De båda skrev även en bok tillsammans, The Secret of Holing Puts (1961). Han var den förste spelaren som använde en sandwedge. Klubban förbjöds dock av USGA som istället valde att godkänna Gene Sarazens modell av klubban.
Smith var den siste spelaren som utmanade Bobby Jones i matchspel innan Jones drog sig tillbaka från golfen 1930. Han var ordförande i PGA of America 1952-1954 och PGA of America delar årligen ut Horton Smith Award till den spelare på PGA-touren som har gjort speciella insatser för PGA:s utbildningar.
Smith valdes in World Golf Hall of Fame 1990.
| Majorsegrare genom tiderna                                                                                     |             |              |              |                  |
| 200 olika spelare har vunnit i herrarnas majortävlingar. Horton Smith var den 58:e spelaren som vann en major. |             |              |              |                  |
| 1:a | 57:e        | 58:e         | 59:e         | 200:e            |
| Willie Park Sr                                                                                                 | Denny Shute | Horton Smith | Henry Cotton | Louis Oosthuizen |
| Lista över golfens majorsegrare                                                                                |             |              |              |                  |